# Spilosoma eboraci
Spilosoma eboraci là một loài bướm đêm thuộc phân họ Arctiinae, họ Erebidae.